# جون بيرمان
جون بيرمان (بالإنجليزية: John Berman)‏ هو مذيع أخبار أمريكي، ولد في 21 مارس 1972 في كارليلس في الولايات المتحدة.